# ピクサス
ピクサス(PIXUS)は、キヤノンが発売している家庭用インクジェットプリンターのブランドである。

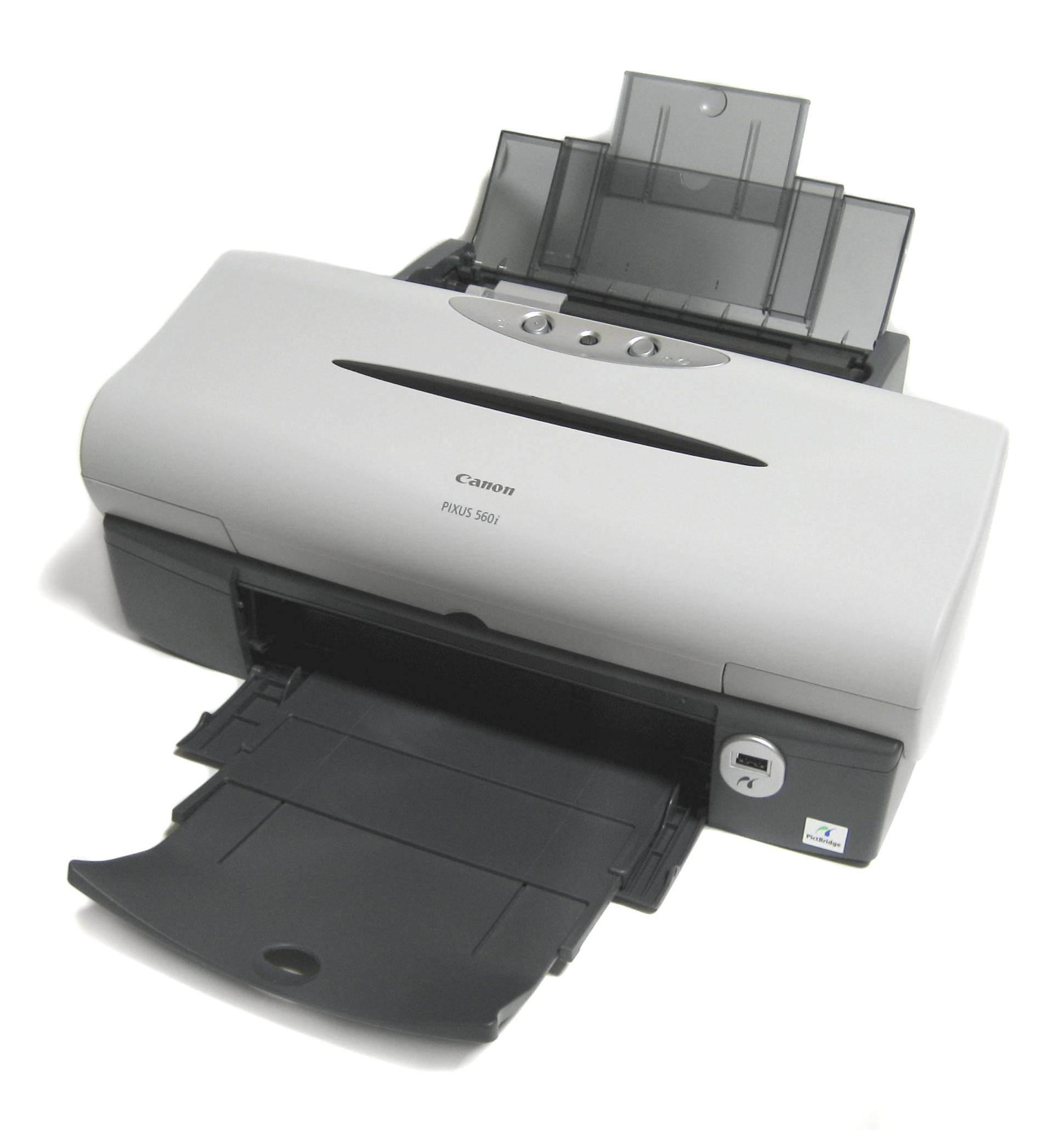
ピクサス 560i

## 概要
日本トップシェアを誇る製品で、エプソンのカラリオと激しい競争を展開している。カラリオがインク射出にピエゾ方式を採用しているのに対し、ピクサスはバブルジェット（サーマル）方式を使用している。
家庭用カラープリンタ黎明期には圧倒的なシェアを確保していたが、1997年にエプソンが写真印刷に重点を置いたプリンタを発売するとシェアが逆転される。その後、数年間は搭載した技術を次モデルでは搭載しなくなるなど商品開発の点で迷走が見られたが、2002年ごろからいわゆる「フォトインク」を搭載しなくとも「写真画質」を実現できるプリンタが登場するとシェアを伸ばし、2000年代後半からは両社の日本国内でのシェアは伯仲状態となっている。エプソンとは対照的に、写真と文書のそれぞれに求められる高画質を両立させており、普通紙への印刷に向いた顔料ブラックインクを全機種に搭載しているほか、上位機種ではブラックインクは顔料と染料（写真印刷に向く）の両方を搭載しており、2010年頃のモデルでは「W黒」としてPRしていたこともあった。PROシリーズでは全色が顔料インクという機種も存在する。
2007年以降、ラインナップは複合機が主流になっており、家庭用のA4複合機（MP/MG/TSシリーズ）は2016年3月をもって販売を終了した家庭用複写機「ファミリーコピア」の後継モデルを事実上兼ねている。

## WonderBJ

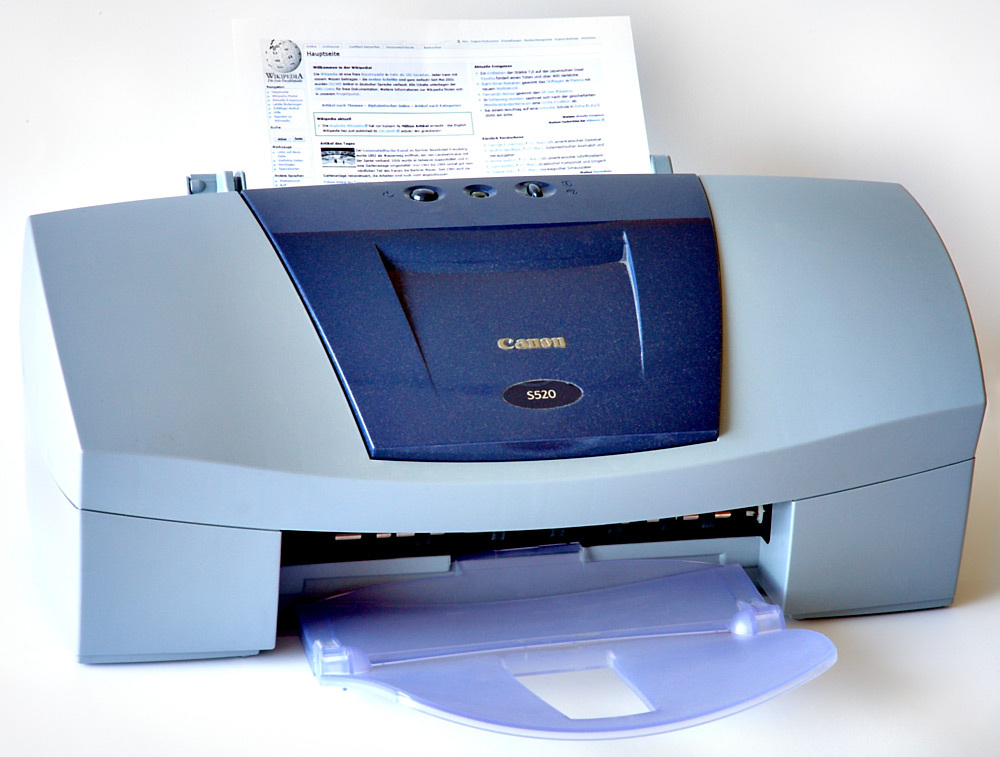
BJ S520

WonderBJ（ワンダービージェイ）シリーズは、インクジェット方式を採用したシリアルプリンター。キヤノン主力商品のひとつであったが、2001年冬モデルより、PIXUS（ピクサス）というブランド名が付き、2004年冬モデルより、BJの冠を廃しPIXUSとブランド名のみの表記になる（輸出向けではPIXMA（ピクシマ）の名称を使用）。

## Exif PrintとPIMの確執
2001年春モデルにエプソンが先行して、プリンターにてデジタルカメラの色情報を取り扱うPIM(PrintImageMatching)を搭載する。これにより、デジタルカメラのフォーマットにてエプソンのクローズド規格がデファクトスタンダード(事実上の標準)になることを怖れたキヤノンは、デジタルカメラ側から新たな規格Exifのバージョンアップを各社に呼びかけている。
この規格立案にエプソンも応じており、賛同企業として名を連ねていた時期もあったが、その先に発表になるPIM IIは次世代Exifに吸収された形で発表される直前に御破算になっている。結果、2003年春にPIM IIを発表。時を同じくしてExif 2.2（愛称）を発表している。
エプソン側が提案するデジタルカメラ画像を記録する規格と、Exif 2.2が提供する規格には本質的に違いがあり、エプソン側はプリンタ側からの視点が多く盛り込まれており、色指定などプリンタに左右されない色表現、sRGBに束縛されない色空間などが多数あった。一方、Exif 2.2はデジタルカメラ産業が中心となっている規格で、タグ（記録情報）の種類など、エプソンが望んだものの多くが削除され、プリンタ側の自由度が大幅に増している。
なお、Exif 2.2自体はエプソンも対応しており、規格争いについてはエプソン側の事実上の撤退により、現在ではExif 2.2が標準的に使われている。また、現在ではバージョンがアップされており、記録メディアにおける保存場所やファイル指定、色空間の追加(Adobe RGB)など、時代にあった拡張がおこなわれている。

## VIVID
2001年冬モデルより採用された、キヤノンデジタルフォトカラーのひとつ。プリンターが持つ広い色の再現幅を目一杯活用し、sRGBの制限に囚われない鮮やかな印刷を実現する為の機能。
プリンタードライバ、及び一部のソフトウェアにて対応し、既に販売されていた一部のプリンターでも活用することができる。

## PictBridge
デジタルカメラとプリンターを直接繋ぎ、パソコンを一切介さないでプリントする規格。2007年現在出まわっている多くのデジタルカメラ、及びプリンターに搭載されており、メーカーや機種を問わず簡単に印刷することが可能になっている。

## プロフェッショナルフォトペーパー
BJ F850の販売にあわせて売り出された、キヤノン製インクジェット用写真用紙として最高級品に当たる。極めて高い光沢度を持ち、純正品として優れた品質の写真プリントを可能にしている。
ただし、過去に2度ほど品番を変えずに中身の変更を行っており、最新版では赤色が弱く出るため、それ以前の製品では各自調整をする必要がある。
1回目のマイナー変更は、F850発売の翌年、F870の発売と共におこなわれた。主な変更点は当時発売された高発色性、高耐退色性を持つBCI-6シリーズと一緒に、用紙側でも耐候性向上を詠っての変更。
現在の最新版である2回目の更新は、PIXUS 990i発売にあわせてのもので、100年プリントを詠うChromaLife100を可能にしたとしている。この時に、若干青色へ用紙の特性を傾けた為、それまでのプリンターで印刷すると青が強く発色される。

## オートフォトパーフェクト
プリンタードライバに付属している、印刷画像補正技術。印刷前にドライバ側で、該当機能をセットしておくと、ドライバが自動的に明るさ、色の濃度などを調整し、鮮やかなプリントをしてくれる。
なお、画像情報そのものは一切手を加えないので、画像そのものが変化するなどの危険性はない。

## ChromaLife100
キヤノンが進める保存性への取り組みから生まれた、BJプリンター全般の高い保存性を有する製品に付けられた、印刷技術に向けた総称。基本的には、純正品のインクや用紙の組み合わせによって実現し、互換製品利用に関してはその限りではない。
規準は独自調査により、空気に自由に触れられる環境下で10年。写真フレームにいれて飾り付けるなどした条件下で25年。アルバムなどで冷暗された環境で100年の保存を可能にしている。

## 製品一覧
以下、「Wonder BJ」として展開していた1999年冬モデルから、「PIXUS」への変更を経て、現在に至るまでの製品に関して一通り記述していく。

### 1999年モデル
BJ F850
後塵を拝していたエプソンプリンターに、真っ向から高画質で戦いを挑んだ、まさしくエポックな製品。New MicroFine Droplet Technologyを初めて採用し、基幹技術は今も(07年現在)も健在。
ロール紙などによる縁無し印刷などの機能はないが、エプソンに並ぶフル4ピコリットルのみの超写真画質、最高画質でも利用できるほどの双方印刷による超高速印刷（A4で6分）、独立インクタンクなど、当時のフルカラー高画質プリンターとしては画期的な要素をいくつも兼ね備えていた。
更に、スキャナユニットを別途購入することで、原稿の読み込みも可能になった。
搭載されていたBCI-5インクには耐光性能に問題があったため、次の年、新機種投入と共に、新インクBCI-6を使用可能にするアップグレードキットが発売される。
BJ F620
従来BJシリーズを更新した製品。
デュアルヘッドシステムで、高画質モード、高速モードなどを選べることが可能になっている。

### 2000年モデル
BJ F870
F850の後継機種。印刷解像度を2倍の2400×1200にすることで、中間色のグラデーションをよりなめらかにすることを可能にした。印刷速度はA4フルカラーで、約4分と速度はさらに磨きをかける。
前機種で問題となった、明るすぎる問題、耐候性がなさ過ぎる問題、を見事にクリアし、実用的な性能を持ち合わせることに成功。インクと紙の両方から改善アプローチを取ることで、為し遂げた。
BJ S600
従来からあるBJの高速性を、更にF850から始まった基幹技術を搭載した高速プリンター。Fシリーズと違い、顔料ブラックを含む計4色のうちカラー3色(C/M/Y)のノズルを左右対称に配列することで、ヘッドの行き帰りのインク発出タイミングからくる色のズレをカバー。公称で白黒毎分15枚、カラー毎分10枚という高速性能を樹立。
BJ F870PD
BJ F860
BJ F660
BJ F660V
BJ F6600
BJ F360
主要2機種に加え、上記の6機種も同時期に発売。

### 2001年モデル
BJ F900
四辺縁無しプリントを実現する。印刷速度は、ノズルを2倍にするなどして更に高速化。縁無し通常画質印刷で1分という過去に類をみない速度を達成。
更に、この頃普及を始めていたデジタルカメラとの親和性を高める為の、Exif 2.2に対応させ、高画質、高速、縁無し、という写真画質プリンターの基本性能を一段と成熟させていく。
Exif 2.2などに関連して、画像処理技術VIVIDを初めて搭載する。これは、一律に彩度などを上げるなどせず、必要に応じて、被直線的にプリンターが持つ色空間を目一杯使う技術。一般的には、青や緑などが鮮やかになる。
BJ S700
高速プリンタシリーズの後続機種。
基本的な高速性能を高めつつ、新たに完全双方向印刷（具体的には、ヘッドが右から左へ行くときも、左から右へいくときもインクを飛ばして印刷すること）を新たな次元へと改良を重ねた。
具体的な方法は、カラーヘッドと、黒インクヘッドを縦列でずらすことで、黒インクが乾くまで、カラーインクを飛ばさないように工夫されている。
BJ F890
BJ F890PD
BJ F9000
BJ S500
BJ S300
BJ S200
この代から愛称を「PIXUS」に変更。

### 2002年モデル

#### 春モデル
BJ F930
BJ F900のボディカラーを「ギャラクシーブルー」に変更したもので、基本性能はBJ F900と同等。
BJ S530
BJ S500の後継機種。更なる高速化により、カラー10枚/分を実現した。
BJ S330
BJ 895PD
BJ 535PD
なお、これらのモデルから「Easy-PhotoPrint」が標準添付された。

#### 秋モデル

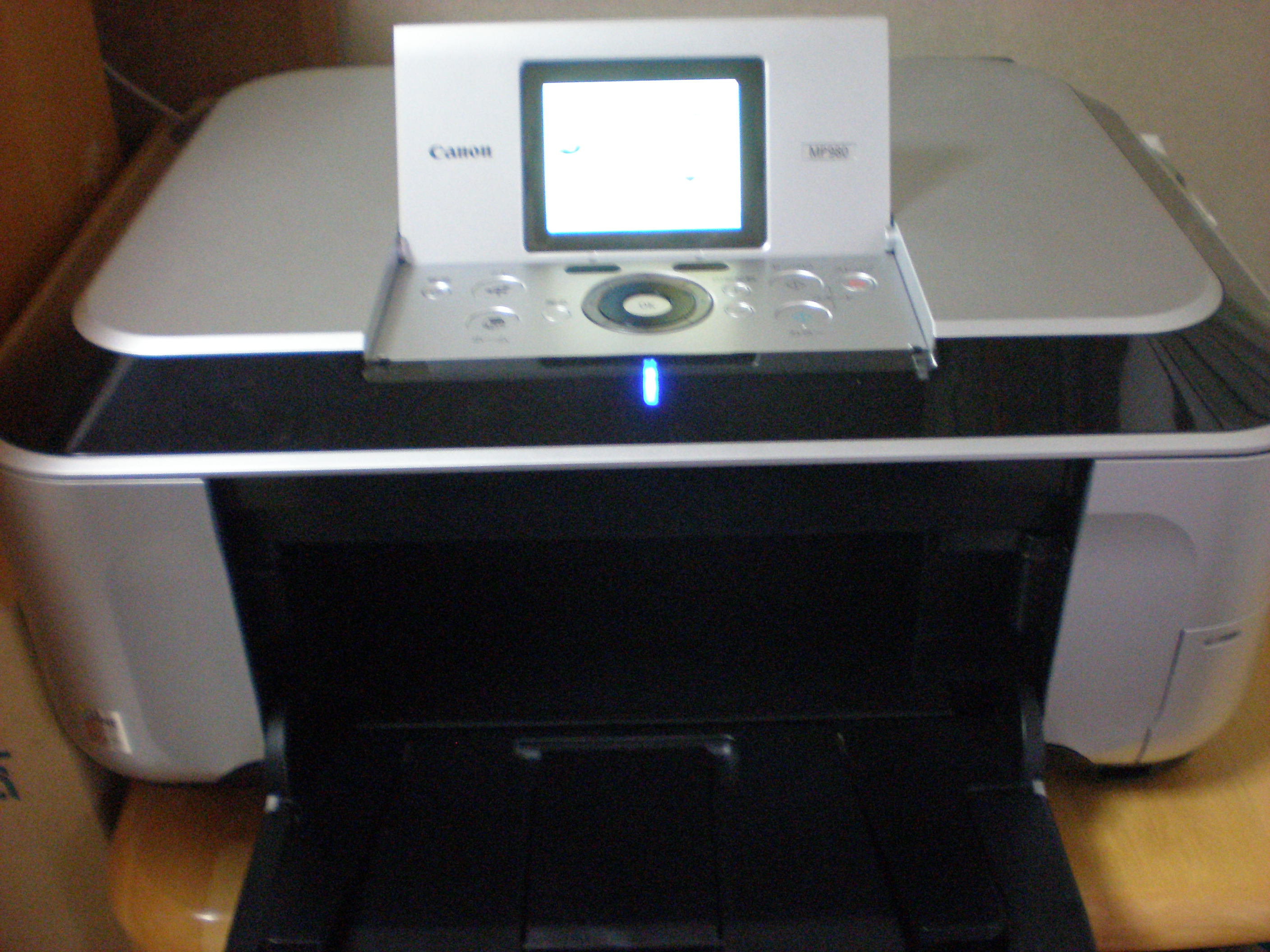
MP980

PIXUS 950i
Fシリーズの後続機種。
まず、大きく見た目が変化する。現在(07年現在)のシリーズの原型ともなった、デザイン性、収納性を前面に押し出した、置きたくなるプリンター、置いていてもさまになるプリンター、という今までにないコンセプトを打ち出している。
高画質に関しては、F850より続いていた4ピコリットルから変更され、2ピコリットルになる。これにより、色の段階は一気に向上し、エプソンが持つ高画質に近づく。解像度もそれに伴い4800×1200dpiまで押し上げられている。
その他CD印刷が可能になるなど、高機能化にも着手している。
PIXUS 850i
Sシリーズの後続機種。これまで続いていた5ピコリットルから、2ピコリットルと5ピコリットルの二種類を打ち分ける変則システムにかわる。
全般的な画質については、それまでの6色インクシステムに肉薄する程の高画質を達成し、それまで言われていた高画質＝6色インク以上、という常識をかなりの部分で払拭できた。更に6色に比べ、カラー印刷のインクコストが半分程度と財布に優しい高画質インクジェットプリンターの先駆けとも言われている。ただし、唯一の弱点は、写真印刷の時に顔料ブラックインクが使えず、黒が浮いてしまうという点である。
デザインは950iと比べてもさほど違いはなく、コンセプトの違いだけである。
その他CD印刷が可能になるなど、高機能化にも着手している。
PIXUS 550i
PIXUS 320i
PIXUS MP55
PIXUS MP10
なお、本モデルより品番ルールが変更され、"BJ"が無くなる代わりに"PIXUS"が品番に記されるようになった。なお、MP10とMP55はPIXUSにおけるインクジェット複合機初代モデルである（キヤノンは以前からインクジェット複合機が発売されていたが、ブランド名は付いていなかった）。

### 2003年モデル

#### 春モデル
PIXUS 50i
縦置き、充電式電池印刷などが可能な、持ち運びできるノート型プリンターである。
PIXUS MP730
ファクス機能を内蔵した複合機モデル。業界初のCD-Rダイレクト印刷機能を搭載。
PIXUS MP700（MP730からファクス機能を省いたもの）
PIXUS MP5
PIXUS 470PD
PIXUS 450i
PIXUS 9100i
PIXUS 6500i
PIXUS 6100i
上記5機種は後で発表されたもの。A3ノビ対応モデルの3機種とエントリーモデル2機種の構成である。

#### 秋モデル
PIXUS 990i
主な変更点はレッドインクの追加と、解像度の強化。4800×2400dpiを達成している。
コンセプトは鮮やかプラス。レッドインクの追加により、赤の再現幅が膨らみ、鮮やかなプリントを可能にしている。
PictBridgeへの対応。対応のデジタルカメラに繋げるだけで、パソコンを一切操作せずに印刷することが可能になる。
また、前面給紙がオプションで可能になっている。
PIXUS 860i
Sシリーズの後続機種で変更点は2種類のブラックインクの搭載。
これまでSシリーズでは、顔料ブラックインクのみの搭載で、写真印刷の時に黒が締まらないという弱点を抱えていた。この度は、唯一の弱点を潰しており、写真印刷の時に黒を含めた4色、最小2ピコリットル、という高画質を実現している。
PIXUS 475PD
PIXUS 455i
フルモデルチェンジに先立って発表されたエントリーモデルで、「Pictbridge」に対応。
PIXUS 865R
PIXUS 560i
PIXUS 900PD
PIXUS MP370
PIXUS MP360
990i/860iとともに発表されたモデル。865Rは860iをベースに無線LANを搭載したモデル。

### 2004年モデル

#### 春モデル
PIXUS 9900i
990iにグリーンインクを搭載した、A3ノビ対応プリンタ。
デジタル一眼レフRAWモードと連携も果たしている。
PIXUS 960i
PIXUS 80i
スーパーフォトノズルの採用より、最小インク滴を2plに低減。さらに、「Pictbridge」に加え、オプションでBluetoothの無線プリントもできるようになる。
PIXUS MP740
PIXUS MP710
PIXUS MP390
PIXUS MP375R
MP375RはMP370に無線LANを搭載したモデル、MP390はファクスを内蔵したモデル。

#### 秋モデル
PIXUS MP900
6色インクを搭載したMPシリーズの最上級モデル。
PIXUS MP790
前面給紙、自動両面印刷、顔料ブラック搭載のFAX機能搭載モデル。
CCDスキャナ搭載
PIXUS MP770
前面給紙、自動両面印刷、顔料ブラック搭載。
CCDスキャナ搭載、フィルムスキャン可能
PIXUS iP8600
A4対応PIXUSシリーズとしては09年現在もっとも多い8色という、多色プリントを実現している。これにより、今までにない広い色領域を利用できる。なお、以後染料搭載のA4対応PIXUSシリーズにおいて、8色搭載機は出ていない。なお、追加された色は、レッドとグリーン。また、インクがBCI-6からBCI-7（現在はBCI-7e）に変更され、アルバム保存100年が可能。その他、全弾2pl、4800×2400dpiという高解像度、小ドロップを兼ね備えている。
機能面においては、前面給紙、CDダイレクトプリント、RAW連携などを備えている。
なお、巷でよく言われている愛称は「弁当箱」である。
PIXUS iP8100
iP8600にグリーンインクがないだけで、他に主立った違いはない。
PIXUS iP7100
iP8100に更にレッドインクが削除された以外、主立った違いはない。
PIXUS iP4100
PIXUS iP4100R
iP4100からパラレルポートを省き、有線LAN・無線LANインターフェイスを追加したモデル。
PIXUS iP3100
PIXUS iP2000
PIXUS iP1500

### 2005年モデル

#### 春モデル
PIXUS iP9910
9900iの後継機種でインクはBCI-6からBCI-7eに変更された。
機能的には、外観のデザインやA3ノビ対応と自動両面印刷機能が削除された以外はiP8600とほぼ同じ。
PIXUS iP90
80iの後継機種で、デザインを変更し、プリンタードライバーに印刷品質を保持しながらブラックインクの使用量を節約できる「ブラックインク節約モード」が追加された。

#### 秋モデル
PIXUS MP950
最高解像度9600×2400dpi、最小インク滴サイズ1pl
CCDスキャナ搭載、フィルムスキャン可能
PIXUS MP800
最高解像度9600×2400dpi、最小インク滴サイズ1pl
CCDスキャナ搭載、フィルムスキャン可能
PIXUS MP500
前面給紙、自動両面印刷、顔料ブラック搭載。
最高解像度9600×2400dpi、最小インク滴サイズ1pl
CISスキャナ搭載
PIXUS MP170
PIXUS iP6600D
PIXUS iP7500
PIXUS iP4200

### 2006年モデル

#### 春モデル
PIXUS MP830
前面給紙、自動両面印刷、顔料ブラック搭載のFAX機能搭載モデル。
CCDスキャナ搭載
PIXUS MP450
PIXUS iP5200R
有線LAN・無線LANインターフェイス搭載。
PIXUS iP2200
PIXUS iX5000

#### 秋モデル
PIXUS MP960
前面給紙、自動両面印刷、6色＋顔料ブラック搭載
最高解像度9600×2400dpi、最小インク滴サイズ1pl
CCDスキャナ搭載、フィルムスキャン可能
PIXUS MP810
前面給紙、自動両面印刷、4色＋顔料ブラック搭載
最高解像度9600×2400dpi、最小インク滴サイズ1pl
CCDスキャナ搭載、フィルムスキャン可能
PIXUS MP600
前面給紙、自動両面印刷、4色＋顔料ブラック搭載。
最高解像度9600×2400dpi、最小インク滴サイズ1pl
CISスキャナ搭載
PIXUS MP510
前面給紙、3色＋顔料ブラック搭載
最高解像度4800×1200dpi、最小インク滴サイズ2pl
CISスキャナ搭載
PIXUS MP460
3色＋顔料ブラック搭載
最高解像度4800×1200dpi、最小インク滴サイズ2pl
CISスキャナ搭載
PIXUS iP6700D
前面給紙、自動両面印刷
最高解像度9600×2400dpi、最小インク滴サイズ1pl
PIXUS iP4300
前面給紙、自動両面印刷、4色＋顔料ブラック搭載
最高解像度9600×2400dpi、最小インク滴サイズ1pl
PIXUS iP3300
前面給紙、3色＋顔料ブラック搭載
最高解像度4800×1200dpi、最小インク滴サイズ2pl
PIXUS iP1700
前面給紙、3色＋顔料ブラック搭載
最高解像度4800×1200dpi、最小インク滴サイズ2pl
PIXUS Pro9000
BCI-7e系染料インク8色を使ったA3ノビ対応ハイエンド向けプリンター。全弾2ピコリットルながら、Easy-PhotoPrint Proに対応し、同社デジタルカメラとの連携を強化。Adobe RGBとの連携など、階調性、再現性など、印刷画質に拘った作りになっている。同じ8色のBCI-7e系染料インクを使用しているiP8600とは異なり、写真印刷用の純正用紙である「写真用紙・光沢 プロ ［プラチナグレード］」にも対応している（ただしドライバの更新が必要 なおiP8600の方は現在のドライバでは対応していないだけでなく更新の予定もない）。

### 2007年モデル

#### 春モデル
PIXUS iP2500
PIXUS iP90v
PIXUS Pro9500
10色顔料インク「LUCIA」搭載のA3ノビ対応ハイエンド向けプリンタ
半切使用可
当初は2006年の冬モデルとして発売される予定だったが、仕様上の問題が発生して発売延期となり、発表から1年以上の期間を経て発売された。

#### 秋モデル
PIXUS MP970
前面給紙、自動両面印刷、6色＋顔料ブラック搭載
最高解像度9600×2400dpi、最小インク滴サイズ1pl
有線LANインターフェース搭載
CCDスキャナ搭載、フィルムスキャン可能
そのほかの特徴：最小1ピコリットルという極小インク滴を搭載しつつ、前モデルまで搭載利用されていた5ピコリットルのほかに、シアンとマゼンタにて2ピコリットルという中間滴を採用することにより、今までにない幅広い階調性と共に、高速化を目指している。今まであった、色のグラデーションで起きた最小滴と最大滴のカラージャンプや粒情感の悪化を減らしつつ、全体的な画質が向上した。
PIXUS MP610
前面給紙、自動両面印刷、4色＋顔料ブラック搭載
最高解像度9600×2400dpi、最小インク滴サイズ1pl(2pl,5plも可)
CISスキャナ搭載
PIXUS MP520
前面給紙(給紙カセットなし）、3色＋顔料ブラック搭載
最高解像度4800×1200dpi、最小インク滴サイズ2pl
CISスキャナ搭載
PIXUS MP470
3色＋顔料ブラック搭載
最高解像度4800×1200dpi、最小インク滴サイズ2pl
CISスキャナ搭載
PIXUS iP4500
前面給紙、自動両面印刷、4色＋顔料ブラック搭載
最高解像度9600×2400dpi、最小インク滴サイズ1pl(2pl,5plも可)
PIXUS iP3500
前面給紙（給紙カセットなし）、3色＋顔料ブラック搭載
最高解像度4800×1200dpi、最小インク滴サイズ2pl

### 2008年モデル

#### 春モデル
PIXUS MX850
PIXUS iP2600

#### 秋モデル
PIXUS MP980
前面給紙、自動両面印刷、4色＋顔料ブラック+灰色搭載
最高解像度9600×2400dpi、最小インク滴サイズ1pl
有線LANインターフェース搭載 Bluetooth(オプション)
CCDスキャナ搭載、フィルムスキャン可能
そのほかの特徴：新インクBCI-321インクに一新すると共に、グレーインクを搭載。キヤノン公表で、光沢ゴールド用紙で10%の色の再現領域を拡大。特に、レッド領域にて大幅に再現性を向上させている。また、グレーインクをコンシューマモデルで初めて採用し、グレー領域における、赤や黄色といった色転びを軽減させると共に、階調を効果的に制御させている。一方、ライトマゼンタ・ライトシアンは非搭載。
PIXUS MP630
PIXUS MP620
PIXUS MP540
PIXUS MX7600
PIXUS iP4600
PIXUS iP3600
PIXUS iP100
今期モデル全般的な特徴：今期発売モデルを通して“ChromaLife100”を進化させて、“ChromaLife100+”と進化させている。特定の条件下で、アルバム保存の耐久を300年、耐光性40年など、大幅に強化されている。また、前年度よりもコンパクト化させることに熟慮しており、ひとまわり小さくなった機種が幾つか見受けられる。

### 2009年モデル

#### 春モデル
PIXUS MX860
MX850に無線LAN機能が追加されたモデル。
PIXUS Pro9500 Mark II
PIXUS Pro9000 Mark II
A3ノビ対応プロ・ハイアマチュア向けモデル。Pro9000 Mark II/Pro9500 Mark II共にモノクロプリントの印刷スピードの高速化と画質向上を実現。Pro9500 Mark IIではカラープリントの印刷スピードの高速化も実現した。

#### 秋モデル
PIXUS MP990
PIXUS MP640
PIXUS MP560
PIXUS MP550
PIXUS MP490
PIXUS MP270
PIXUS iP4700
PIXUS iX7000
無線LAN搭載機が2008年モデルが1機種のみだったのに対して、2009年モデルは4機種（有線LANとの共有は3機種）となった以外は全体的に2008年モデルの小規模改良が中心である。iX5000の上位機種であるiX7000はキヤノンのA3対応のインクジェットプリンターとしては初の自動両面印刷機能が標準に搭載されたが（葉書の両面印刷は不可。ライバルのHPのA3対応プリンターにおいてはオプションでの対応となっている。）、その一方で下位機種にて搭載されていた“カメラダイレクト機能”は省略された。

### 2010年モデル

#### 春モデル
PIXUS MX870
PIXUS MX350
PIXUS iP2700

#### 秋モデル
PIXUS MG8130
PIXUS MG6130
PIXUS MG5230
PIXUS MG5130
PIXUS MP280
PIXUS iP4830
このモデルからピクサスのアルファベットのロゴが一新された。カラーリングが大幅に変更され、ピアノブラックを採用した「ブラック&ボックスデザイン」に変更された（MG6130のみシルバーモデルが用意される）。無線LAN搭載機は5機種(MG8130,MG6130,MG5230,MX870,MX350)だが、このうち、MG品番の3機種は802.11nに対応し高速化、また無線LANの自動設定がこれまでのAOSSとWPSに加え、らくらく無線スタートにも対応。MG品番の機種及びiP4830はインクがBCI-325(顔料黒)/BCI-326(染料)に一新され、これまで最上位モデルにのみ採用されていたグレーインクが、中間モデルのMG6130にも採用された。操作面では、MG8130と6130に必要なパネルだけが光って次の操作を指示してくれる静電式のインテリジェントタッチシステムを搭載。サービス面では、新機種（MP280を除く全機種）かつキヤノン純正インク使用時のみに利用できる「クリエイティブパークプレミアム」サービスが登場した。ボタンが上面に集中して配置されているため、目線より高い場所に設置すると操作がしにくいので注意が必要。

### 2011年モデル

#### 春モデル
PIXUS MX883
機能によって操作パネルの内容が変わる「Dual Function Panel」を搭載したファクス搭載モデル。
PIXUS MX420
PIXUS MP493
PIXUS iX6530

#### 秋モデル
PIXUS MG8230
PIXUS MG6230
PIXUS MG5330
PIXUS MG4130
PIXUS MG3130
PIXUS MG2130
PIXUS iP4930
複合機モデルのMG2130を除く全機種が無線LANに対応しており、スマートフォン専用アプリケーション「Easy-PhotoPrint」を利用してiPhone/iPad、Android端末に保存の写真やPDFデータをパソコンを介さず、ワイヤレスでプリントアウトできるほか、スキャンデータの受け取りも可能。また、プリント・スキャン・コピー時の稼働音を一括で低減して時間や周囲を気にせず使用できるサイレントモードの搭載やパソコンを使わずにオンラインフォトアルバムなどクラウド上の写真やデータをプリントできる「PIXUSクラウドリンク」にも対応している（「PIXUSクラウドリンク」はMG4130/MG5330/MG6230/MG8230にて対応）。尚、唯一のカラーバリエーションを設定するMG6230はMG6130のシルバーに替わり、ホワイトとブロンズを追加した3色展開となった。

### 2012年モデル

#### 春モデル
PIXUS MX893
PIXUS MX513
「Dual Function Panel」を搭載したファクス搭載の上位モデル。上位機種のMX893は2011年秋モデルのMGシリーズの一部機種同様、クラウド上の写真やデータのプリントアウトができる「PIXUSクラウドリンク」に対応。
PIXUS PRO-1
A3ノビ対応のプロ・ハイアマチュア向けモデルで、PROシリーズの最上位モデル。新開発のクロマオプティマイザー（透明）や2色のブラック（マットブラック・フォトブラック）、3色のグレー（ダークグレー・グレー・ライトグレー）を含む12色顔料インクとしたことでPro9500 Mark IIに比べて色域が拡大。特に暗部の表現域が拡大したことで質感や奥行感を高レベルで再現できるほか、モノクロプリントはブラック系やグレー系インクを用紙によって打ち分けることでハイライト部から高濃度部まであらゆる階調領域を自在にコントロールでき、粒状性やブロンズを抑制して高画質化を実現した。

#### 秋モデル
PIXUS MG6330
PIXUS MG5430
PIXUS MG4230
PIXUS MG3230
PIXUS iP7230
MG5430/MG6330は従来機種に比べて本体の高さを低くしたロースタイルとなったほか、フロントカバーの開閉だけでインクカートリッジの交換ができる「Snap Edge（スナップエッジ）」の採用や前面カセット給紙を2段式にして背面給紙を無くしたことで壁ピタ設置が可能となり、設置性を高めた（なお、背面給紙を無くした関係で、厚紙などの手差し給紙ができないので注意が必要）。さらに、Wi-Fiプリント機能が進化し、事前に設定しておくことでパソコンやスマートフォンからプリント指示をするだけで自動でプリンターの電源が入り、排紙トレイが自動的に開く「スマートトレイ」と相まって利便性を向上した（なお、印刷専用の上位モデルであるiP7230も前面2段カセット給紙やWi-Fiプリント時の自動電源オン&「スマートトレイ」機能を備える）。複合機の普及モデルのMG4230やMG3230でも用紙のセットやインクカートリッジの交換が前面ででき、普通紙のみながら両面印刷も可能。MG4230は自動電源オンの設定ができるようになった。また、唯一カラーラインナップの設定があるMG6330は従来のブロンズに替わり、ブラックベースのパープル、ブルー、グリーンの3色が加わり、5色展開となった。なお、全色独立インクタンクを採用するMG5430/MG6330/iP7230は使用インクが変更され、従来のBCI-326系/325PGBKから普通紙への発色性を高めた新型のBCI-351系/350PGBKとなり、印刷頻度が多い方のために印刷コストを抑え、インクカートリッジ交換の頻度を減らせる大容量タイプ（BCI-351XL系/350XLPGBK）をラインナップした（カラー一体型インクを採用するMG3230/MG4230には前機種に引き続き大容量タイプ(BCI-340XL/341XL)を設定している）。
PIXUS PRO-10
PIXUS PRO-100
A3ノビ対応のプロ・ハイアマチュア向けモデル。既発売の12色顔料インクモデルPRO-1に続き、Pro9500 Mark II後継の10色顔料インクモデルPRO-10とPro9000 Mark II後継の8色染料インクモデルPRO-100が追加され、「PIXUS PRO」シリーズは3機種となった。プリンタードライバーの色調整機能にはモニターで色調整した画像に近い印象でプリントアウトでき、色の再調整の負担やすり直しを軽減する「PROモード」を追加。また、有線LAN/Wi-Fiに対応した。使用インクカートリッジや搭載色が変更されており、PRO-10ではPro9500 Mark IIのPGI-2系から新型のPGI-73系に変更し、使用色はPro9500 Mark IIに搭載されていたグリーンに代わり、PRO-1にも搭載されているクロマオプティマイザー（透明）に変更したことで色再現性を大幅に向上するとともに暗部表現の高精度化も実現。PRO-100はPro9000 Mark IIのBCI-7e系から新型のBCI-43系に変更し、Pro9000 Mark IIに搭載されていたグリーンとレッドに代わって2色のグレー系インク（グレー・ライトグレー）を搭載したことで、染料インクの特徴である発色性や光沢感をさらに向上させた。

### 2013年モデル

#### 春モデル
PIXUS MX923
PIXUS MX523
「Dual Function Panel」が進化し、使用する機能に応じて使用可能なキーのみをブロック単位で点灯する「新デュアルファンクションパネル」を搭載したほか、上位機種のMX923は前面カセット給紙が2段となり、下段は給紙容量が普通紙で最大250枚にアップ。モノクロプリントヘッドのノズル数を2倍に増やしたことで印刷スピードが20%向上された。新たにBD/DVD/CDのレーベルプリントやレーベルコピーができるようになったほか、標準搭載のADF（自動原稿送り装置）が自動両面読み取りに対応。使用インクもMG5430/MG6330/iP7230同様、従来のBCI-326系/325PGBKからBCI-351系/350PGBKに変更し、印刷頻度が高い方に向けた大容量タイプ（BCI-351XL系/350XLPGBK）を設定。さらに、本機種では顔料ブラックインクの特大容量タイプ（BCI-355XXLPGBK）も使用可能となった。

#### 秋モデル
PIXUS MG7130
PIXUS MG6530
PIXUS MG5530
PIXUS MG3530
上記4機種においてWi-Fi（無線LAN）が標準搭載されたほか、スマートフォンやタブレットからプリントができる「PIXUS Print」に対応（「PIXUS Print」は2013年春モデルのMX523/MX923も対応）し、同時に既対応の「PIXUSクラウドリンク」は「PIXUS Print」からの操作ができる「新PIXUSクラウドリンク」になった。ベーシックモデルのMG3530を除いて前年度のロースタイルが踏襲されたものの、有線LANとインテリジェントタッチシステムは最上位モデルのMG7130のみの搭載となった。このMG7130のカラーバリエーションは前機種のMG6330から継承されたブラックとホワイトに加え、新色のレッドとブラウンを加えた4色展開となった。併せて、レッドには機動戦士ガンダムに登場するシャア専用ザク風にカスタマイズ出来る専用デカールシールが付属したモデルが通販で台数限定発売される。これは、創通・サンライズとコラボレーションした「PIXUS×GUNDAM PROJECT」第一弾モデルとなる。また、スタンダードモデルのMG5530とベーシックモデルのMG3530はブラックとホワイトの2色展開となった。

### 2014年モデル

#### 秋モデル
PIXUS MG7530
PIXUS MG7530F
最上位機種のMG7530はNFCに対応したスマートフォンやタブレットをかざすだけで選んだ写真を自動でプリントする「PIXUSタッチ」を搭載。カラーラインナップも一部変更され、レッドに替わって新色のオレンジを追加。また、本体カラーに「エクリュベージュ」を採用し、専用アプリケーションの無償ダウンロードや活用ガイドブック、クラフトシールを同梱した数量限定（3万台限定）モデルMG7530Fを設定。本モデルには「PIXUS Atelier（ピクサス アトリエ）」の愛称がつけられている。
PIXUS MG6730
PIXUS MG5630
MG6730はMG5630や継続販売モデルのMG3530同様、ブラックとホワイトの2色展開となり、MG5630はワイヤレスLANに対応したデジタルカメラとワイヤレスでダイレクトプリントができる「PictBridge（Wireless LAN）」を新たに搭載した。
PIXUS iP110
2008年秋モデルのiP100以来、6年ぶりの新モデルとなる印刷専用モバイルモデル。新たにWi-Fi（無線LAN）を標準搭載し、「PIXUS Print」・「PIXUSクラウドリンク」に対応。また、「PictBridge」もiP100のUSB対応からWireless LAN対応に変更した。

### 2015年モデル

#### 春モデル
PIXUS PRO-10S
PIXUS PRO-100S
2012年秋モデルのPRO-10/PRO-100の後継機種。プリント性能はPRO-10/PRO-100と同等だが、プラグインソフトウェアの「Print Studio Pro」、RAW画像編集ソフトウェアの「Digital Photo Professional」の連携強化、iPad用アプリ「Pro Gallery Print」対応といったソフト面での機能強化を行った。

#### 秋モデル
PIXUS MG7730
PIXUS MG7730F
PIXUS MG6930
PIXUS MG5730
インクが3年ぶりにリニューアルされ、黒濃度を向上し、マゼンタ（赤）の色域を拡大したBCI-371系/370PGBKを採用（大容量タイプのBCI-371XL系/370XLPGBKも用意されている）。また、スマートフォン向けアプリ「Canon PRINT Inkjet / SELPHY」に対応したほか、「PIXUSクラウドリンク」はスマートフォンやタブレットからInstagramの写真プリントや自動電源ON機能に対応。「PIXUSタッチ」は既対応の最上位機種（MG7730/MG7730F）に加え、MG6930にも対応した。カラーバリエーションも一部変更し、MG7730はMG7530のブラウン、オレンジに替わって2013年秋モデルのMG7130以来となる赤系ノーブルレッドと、新規色のプレミアムゴールドを追加。MG5730はMG5630から継続のブラック・ホワイトに加え、ツートーンデザインの新規色ブラックシルバーを追加して3色展開となった。2014年秋モデルに登場したエクリュベージュの台数限定モデル「PIXUS Atelier」もMG7730に準じたモデルチェンジを行い、限定台数を5万台に引き上げた。
PIXUS MG3630
これまで唯一非対応だった「PIXUSクラウドリンク」に対応。カラーバリエーションが増え、MG3530から継続設定のブラック、ホワイトにレッドを加えた3色展開となった。

### 2016年モデル
PIXUS TS9030
PIXUS TS8030
PIXUS TS6030
PIXUS TS5030
本モデルからPIXUSの複合機はMG系列からTS系列に品番名を変更。また、プリンター本体内部のレイアウトを最適化したことで2015年秋モデルより小型化し、スクエア形状の新デザインに一新。フロントパネルは角度調節が可能となり、2015年秋モデルではMG7730/MG7730Fのみの搭載だったタッチパネルはTS6030にも搭載され、TS8030は4.3型に大型化。UI（ユーザーインターフェイス）も一新した。また、2012年秋モデルで一旦廃止されていた背面給紙が4年ぶりに復活し、TS6030とTS8030（後述のTS9030を含む）は前面給紙との2WAY方式となった。4色のカラーバリエーションがあるTS8030はMG7730に設定されていた金系のプレミアムゴールドに替わり、MG7530以来約2年ぶりとなるブラウンを再設定した。
最上位機種のTS9030は5.0型の大型液晶（スムーズタッチパネル）を搭載するほか、プリンター側で9種類の視覚効果を選択可能な「クリエイティブフィルター」が搭載される。カラーはレッドとホワイトの2色で、ブラックとのツートーンデザインとなる。

### 2017年モデル
PIXUS XK70
PIXUS XK50
2016年秋モデルで新設したTS9030を発展し、プレミアムシリーズの位置づけとなるXK系列を新設定。赤領域の色域を拡大して光沢紙における発色性を高め、TS9030に採用されていたグレーインクに替わり、明度の高い青色～白色領域で粒状感を低減させる新色のフォトブルーインクを加えたXK系列専用の新型インク（XKI-N11系/N10PGBK、大容量タイプのXKI-N11XL系/N10XLPGBKも設定）を採用。XK70の外観はTS9030に、XK50の外観はTS8030にそれぞれ準じているが、カラーは専用色となるグレーメタリックとなり、「Canon」ロゴはワンポイントとしてカッパー色を採用した。なお、TS9030に搭載されていた「PIXUSタッチ」が非搭載となり、プリント最高解像度が9600×2400dpiから4800×1200dpiにスペックダウンされた。
PIXUS TS8130
PIXUS TS6130
全階調での画像安定性を最適化させる新プリントシステムを導入し、それに伴って、対応インクを新型のBCI-381系/380PGBKに変更（なお、新型インクでは大容量タイプが設定されない代わりに、小容量タイプの381s系/380sPGBKが設定されている）。これにより、TS8130はXK70同様にプリント最高解像度が9600×2400dpiから4800×1200dpiにスペックダウンされた。また、TS8130はTS8030に搭載されていた「PIXUSタッチ」が非搭載となり、カラーバリエーションはブラウンを廃止してブラック・ホワイト・レッドの3色となった。
PIXUS TS5130
TS5030の全色独立型5色ハイブリッドからブラック（顔料）とカラー一体型で構成された4色ハイブリッド（BC-341/340）に変更され、ディスプレイはTS5030の3.0型から2.5型に小型化。一方で、前面給紙カセットを搭載して背面給紙トレイとの2WAY給紙となり、自動両面プリントに対応（ただし、はがきは非対応）した。
PIXUS TS3130
使用インクに新型のBC-346/345を採用し、1.5型モノクロ液晶を新たに搭載。MG3630では対応していた自動両面プリントが非対応となり、給紙方式がMG3630の前面トレイから背面トレイに変更。カラーバリエーションはMG3630に設定されていたレッドを廃止し、ブラックとホワイトの2色展開となった。
PIXUS TR8530
PIXUS TR7530
ファクス機能やADF（自動原稿送り装置）を搭載したビジネス向け複合機は4年半ぶりとなる新モデル2機種を設定。本モデルよりTR系列となった。TS系列同様に、基板や電源の小型化や内部レイアウトの最適化により本体をコンパクト化。給紙方式は前面給紙カセットをシングルタイプにする代わりに背面給紙トレイを搭載した2WAY給紙に変更。液晶ディスプレイはタッチパネルとなって操作画面を一新し、操作パネルは可動式となった。Wi-Fi機能も強化され、自動電源ON機能を搭載（ただし、手動で操作パネルを開いて排紙トレイを引き出す必要がある）し、Wi-Fiルーターなしでもワイヤレスプリントが可能なダイレクト接続にも対応した。また、上位機種であるTR8530はタッチパネルを4.3型に大型化し、SDカードスロットと有線LANを搭載している。
なお、対応インクがTS8130やTS6130と同じく、新型のBCI-381系/380PGBK（小容量タイプのほか、TR系列では顔料ブラックの大容量タイプ(BCI-380XLPGBK)にも対応）に変更したことにより、プリント最高解像度が9600×2400dpiから4800×1200dpiにスペックダウンされ、自動両面プリントははがきが非対応になった。

### 2018年モデル

#### 春モデル
PIXUS TS203
iP2700の後継機種にあたるプリンター。プリンターも本機種からTS系列となったが、続く数字は3ケタとなる（複合機の場合は"TS"に続く数字が4桁で、1の位は"0"となる）。
コーナーに丸みを帯びたスクエア形状となり、上面にはグリッドパターンの光沢表面処理が施された。また、横幅はiP2700よりも約19mm短くなった。対応インクはiP2700のBC-311/310から、複合機モデルのTS3130と同じBC-346/345に変更され、大容量タイプ（BC-346XL/345XL）にも対応した。
なお、iP2700に比べてプリントヘッドのカラーノズル数が減らされており（各色384ノズル → 各色320ノズル、顔料BKは変更なし）、給紙可能枚数（最大積載枚数）も少なくなっている（普通紙100枚/はがき40枚 → 普通紙60枚/はがき20枚）。

#### 秋モデル
PIXUS XK80
ボディデザインは後述するTS8230と共通だが、ボディをヘアラインで仕上げたメタリックシルバーを採用。付属のトレイはディスクレーベルプリントとの兼用となる「マルチトレイ」とすることで、キヤノン純正のネイルシールに対応。スマートスピーカー（Amazon AlexaまたはGoogleアシスタントに対応した端末のみ）に対応し、音声でのプリントが可能となった。
PIXUS TS8230
PIXUS TS6230
スマートスピーカーに対応し、音声でのプリントが可能となった。対応インクはTS8130/TS6130と同じだが、標準容量タイプ・小容量タイプに加えて大容量タイプ（BCI-381XL系/380XLPGBK）にも対応した。TS8230はトレイの左右にミラー処理が施されたボディデザインに変更され、前機種のTS8130ではディスクレーベル用だったトレイをキヤノン純正のネイルシールにも対応した「マルチトレイ」に改良された。
PIXUS TS5130S
PIXUS TS5030S
PIXUS TS3130S
2016年モデルのTS5030及び、2017年モデルのTS5130/TS3130のマイナーチェンジモデルで、XK80/TS8230/TS6230同様にスマートスピーカーに対応し、TS5030Sは限定カラーとしてグレーが追加された程度で、外観・機能・主要スペックはTS5130/TS5030/TS3130と同じである。
TR9530
TR4530
ビジネス向けモデルのTR系列は2機種が追加。2機種共にXK80及び2018年秋モデルのTS系同様、スマートスピーカーに対応する。TR9530はキヤノン製インクジェット複合機で初となるA3用紙対応モデルで、ファクスは非対応であるものの、ディスクレーベルと純正ネイルシートに対応した「マルチトレイ」が同梱される。カラーはブラックとホワイトの2色が設定される。TR4530はファクス対応・ADF搭載のコンパクトエントリーモデルで、2行モノクロ液晶モニターを搭載。対応インクタンクはTS3130SやTS203と同じBC-345/346を使用する。なお、これらのモデルでは、型番やモデル名に「PIXUS」は入らない。

### 2019年モデル

#### 春モデル
TR703
iP7230の後継機種で、TR系列では初のプリンターモデル（ビジネス向けのTR系列ではあるものの、スマートフォン/タブレット専用アプリ「Canon PRINT Inkjet/SELPHY」などに対応しているため、家庭での使用にも向く）。新エンジンの採用により横幅がiP7230よりも約79mm短くなったコンパクトボディとなり、給紙方式は前面カセットを1段に変更し、後トレイを追加した2way給紙となり、給紙可能枚数（最大積載枚数）が前面カセットに250枚・後トレイに100枚の合計350枚セット可能な大容量となった。また、iP7230に搭載されているWi-Fiはダイレクト接続にも対応し、自動電源ONも搭載。2行モノクロパネルも搭載された。なお、2018年秋モデルのTR4530及びTR9530同様、型番やモデル名に「PIXUS」は入らない。
PIXUS XK60
PIXUS TS8330
PIXUS TS7330
PIXUS TS6330
PIXUS TS5330
5機種全てでオリジナルTシャツの作成が可能なアイロンプリントシートに対応した（キヤノン純正品に限る、後トレイからのみ使用可能）。
TS8230後継のTS8330とプレミアムモデルのXK60はWi-FiがIEEE802.11aに対応し、5GHzの高速通信が可能となった。
TS6230後継のTS6330は基本的な性能はTS6230と変更がないものの、ユーザー定義サイズの指定が不可となった。
TS7330はフロントを下部の給紙トレイを取り込んだ傾斜パネルとし、ディスプレイは1.44型の有機ELを右上に配置し、左右非対称のデザインとなる。排紙トレイ付近には給紙中やエラー、プリント完了などの状態を光で通知するLEDステータスバーが搭載されているほか、本体には「QR」ボタンが搭載されており、画面上に表示されたQRコードをスマートフォンに読み取ることでWebマニュアルへアクセスすることが可能である。カラーはブラック、ホワイトに加え、ピクサスでは初となるネイビーを加えた3色展開となる。
エントリーモデルのTS5330は上下バイカラーのデザインとし、TS7330同様にLEDステータスバーが搭載され、ディスプレイは1.44型の有機ELとなり、表示されたQRコードをスマートフォンで読み取ってWebマニュアルへアクセスするための「QR」ボタンを搭載。カラーはブラック、ホワイトに加え、ピクサスでは初となるピンクを加えた3色展開となる。

### 2020年モデル

#### 春モデル
PIXUS TS3330
TS3130Sの後継にあたる複合機のシンプルモデル。新たに「ワイヤレスコネクト」が搭載され、Wi-Fiのセットアップが大幅に簡素化された。
TR153
iP110の後継にあたるモバイルプリンターモデル。本機種もビジネス向けのTR系列ながら、A4フチなし印刷や1:1のスクエア用紙の印刷にも対応しており、家庭での使用にも向く。オプションの外付けバッテリーは単体で電池残量の確認が可能なように目盛表示が付き、電源オフ時やスリープ時はUSBケーブルからの充電が可能となった。1.44インチのモノクロ有機ELディスプレイが搭載され、インク残量やネットワーク接続などのステータスをプリンター単体で把握が可能となった。「定型文書プリント」機能が搭載され、Windowsドライバー経由で定型文書データを保存することで本体から直接プリントが可能となった（データは5つまで保存可能だが、保存するデータの容量によってはデータを分割する必要があるか、もしくは、保存できない場合がある）。電源ケーブルはL字に変更するとともに、本体側面にはロックケーブル取付用の盗難防止ロックスロットが搭載された。USBコネクトはUSB Type Cとなった為、iP110では別売りだったUSBケーブルを同梱。Wi-FiはIEEE802.11aに対応したことで5GHzの高速通信が可能となり、インフラモード（2.4GHz）とダイレクトの同時接続が可能となった。

#### 秋モデル
PIXUS XK90
XK80の後継にあたる複合機のプレミアムモデル。新機能として液晶画面上に接続用のQRコードを表示し、カメラ機能を利用して読み込むだけでSSID（無線LANの特定のアクセスポイントを指定するための識別名）やパスワードの入力不要で接続設定が可能な「QRコードダイレクト接続」（iOS 11以降のiPhone及びiPadのみ可能）やTS3330に採用された「ワイヤレスコレクト」が搭載された。カラーはボディをヘアライン仕上げとしたダークメタリックシルバーを採用。印刷スピードはL判写真（キヤノン写真用紙・光沢 ゴールド）の場合、ピクサスの歴代機種内で最速となる約10秒に高速化された。
PIXUS TS8430
PIXUS TS7430
XK90同様、「QRコードダイレクト接続」を搭載。TS8430は「ワイヤレスコレクト」も搭載され、前面給紙カセットの左右両端がボディ色連動のミラー処理に変更された。
TR8630
TR8530の後継にあたるファクス機能・ADF搭載A4対応ビジネスインクジェット複合機（本機種では「PIXUS」を冠さない）。TS8430やXK90同様に、「QRコードダイレクト接続」や「ワイヤネスコレクト」を搭載。新機能の追加以外はTR8530のスペックが引き継がれる。
PIXUS PRO-S1
PRO-100Sの後継にあたるプロ・ハイアマチュアフォトグラファー向けA3ノビ対応プリンターモデル（併せて、PRO-10Sの後継機種となるPRO-G1も発表されたが、こちらは同社が発売する大判プリンターに用いられている「imagePROGRAF」での発売となる）。
使用インクが新型のBCI-66系に刷新され、マゼンタ・レッド・ブルーの領域における色域の拡大や黒濃度・レッドやブルーの暗部色再現領域が向上された。本体サイズはPRO-100Sから横幅・奥行き・高さがすべて短くなって小型化され、上トレイや手差しトレイからの給紙においては、「斜行補正機構」により斜めに入った用紙をまっすぐに補正し、「サイドガイド・スライド機構」により用紙側面との隙間を確保して印刷を開始することで安定した出力と紙送り精度の向上を実現。対応用紙もパノラマ用紙をメニュー化してフチなし印刷にも対応したほか、ユーザー定義サイズ（フチなし印刷非対応）では990.6mmまで長尺化。Wi-Fiは5GHzのIEEE802.11aに対応。3.0型液晶パネルが搭載されたことで、インク残量の確認や、本体設定・メンテナンスがプリンター上で可能になり、マルチトレイ印刷の操作ガイドやエラー時のQRコード誘導などユーザビリティも向上された。

### 2021年モデル
PIXUS XK100
XK90に搭載されていたフォトブルーインクを無くした5色ハイブリッド仕様となり、低ランニングコスト化。デザインが一新され、カラーはより明るめのシルバーメタリックに変更。前面給紙カセットの構造が見直されたことで、XK90ではA4/レター/B5サイズの用紙をセットして使用する際に見られていたカセットの突出が無くなり、奥行きを19mm短縮（XK90:364mm、XK100:345mm）。「書類を送る」・「定型フォーム」などといった在宅ワークや学習に適した「仕事/学習モード」を搭載し、「標準モード」との切り替えが可能である。タッチパネルは2.7型に小型化されたが、「ホーム」・「戻る」・「スタート」・「ストップ」がタッチパネルから独立したボタン（ハードキー）となり、「モノクロ」・「カラー」の各ボタンを1度押すだけでコピーが実行可能な「1プッシュコピー」が新たに搭載された。
PIXUS TS8530
XK100同様にデザインが一新され、天面に光の加減で陰影が変化するテクスチャーを採用。前面給紙カセットの構造が見直されたことで、TS8430ではA4/レター/B5サイズの用紙をセットして使用する際に見られていたカセットの突出が無くなり、奥行きを19mm短縮（TS8430:364mm、TS8530:345mm）。細かい設定不要で普通紙やはがきのコピー、メモリーカード（SDメモリーカード）からの写真プリントといった基本的な機能に特化した「かんたんモード」を搭載し、「標準モード」との切り替えが可能である。
PIXUS TS7530
TS7430のアシンメトリーは踏襲しつつ、より丸みのあるラウンドフォルムとなり、TS5330で採用されていたバイカラーも採り入れたカジュアルデザインへ刷新。カラーもTS7430のネイビーに替わってブルーが設定され、ブラック、ホワイトと合わせた3色となる。
PIUXS TS5430
TS5330から機能・デザインは踏襲されるが、ピンクはTS5330よりも淡い色味に変更された。

### 2022年モデル
PIXUS XK500
XK90の後継にあたるプレミアムハイスペックモデル。XK100と共通のインクに変更されたことで低ランニングコスト化。ホーム画面に「写真プリント」が追加され、トリミングや加工がプリンター本体で可能となり、TS8530同様に「かんたんモード」が搭載され、「標準モード」との切り替えも可能となった。XK100やTS8530同様に前面給紙カセットの構造見直しにより、A4/レター/B5サイズの用紙をセットして使用する際に見られていたカセットの突出が無くなり、奥行きを19mm短縮した。カラーはXK90と同じダークシルバーメタリックを採用する。
PIXUS TS3530
TS3330の後継にあたるシンプルモデル。スマートフォンで撮影された写真を自動補正した上でプリントする「スマホ写真補正機能」が搭載され、駆動音を低減（TS3330:約53.5dB → TS3530:約48.0dB）。カラーラインナップはTS3330から踏襲されるが、ブラックは天板と本体で異なる色調に、ホワイトは天板をグレーとした2トーン仕様となった。また、対応インクも変更となり、BC-366/365となった。
TR8630a
TR703a
TR8630・TR703のマイナーチェンジモデル。使用用紙の種類にアイロンプリントシートが追加された程度で、スペック等はTR8630・TR703に準じる。

#### 秋モデル
PIXUS XK110
XK100の後継にあたるプレミアムモデル。「仕事」・「学習」・「ライフ」・「写真」・「習い事」など、用途に合わせて機能のショートカットボタンを自由にカスタマイズ可能で、チャイルドロック機能も備えた「Switch UI」を搭載。また、普通紙の連続印刷や両面印刷で生じていた待ち時間が削減され、プリント時間の効率化が図られた。カラーはホワイトに変更され、天板にさざなみのテクスチャーを施し、ボタンは指の形状に似た凹みを設けて、電源とストップ以外のボタンは四角に変更したうえで大型化された。
PIXUS TS8630
TS8530の後継にあたるハイスペックモデル。XK110同様に普通紙の連続印刷や両面印刷で生じていた待ち時間が削減され、プリント時間の効率化が図られたことに加え、印刷品質を落とすことなく写真プリントの速度アップを実現したことでL判写真はTS8530の約16秒から約10秒に高速化された。

### 2023年モデル
PIXUS XK120
XK110の後継にあたるプレミアムモデル。タッチパネルがTS8730と同じ4.3型ワイドに大型化され、それに伴ってハードキーは電源ボタンのみとなった。また、iPhoneやiPadとは事前に設定済みのWi-Fi情報（アクセスポイントのSSIDとパスワード）を使うことでパスワードを入力しなくても接続可能な「Wi-Fiセットアップ」が新たに搭載された。
PIXUS TS8730
TS8630の後継にあたるハイスペックモデル。XK110/XK120に搭載されている「Switch UI」が搭載され、XK120同様に「Wi-Fiセットアップ」も搭載された。
PIXUS TS6730
PIXUS TS6630
TS6330の後継にあたるスタンダードモデル。上位モデルに採用されている「QRコードダイレクト接続」を搭載。プリントヘッドの改良によりカートリッジがスリム化され、カラーインクは3色一体型となる。また、ブラックは顔料のみとなるが、インクと画像処理技術を改良。L判写真はTS6330の約18秒から約16秒に高速化された。タッチパネルは2.7型に小型化されたが、XK120/TS8730同様に「Switch UI」も搭載。前面給紙カセットの構造変更により、A4/レター/B5サイズの用紙をセットして使用する際に見られていたカセットの突出が無くなり、TS6330に比べて奥行きを10mm短縮。廃インクを溜める構造をカートリッジ式（メンテナンスカートリッジ）にしたことでユーザー自身での交換が可能となった。コピー機能はXK110に採用されていた「1プッシュコピー」が新たに搭載された。TS6730はピクサスの家庭向けモデルでは珍しくADF（自動原稿送り装置）を搭載している。

### 2024年モデル
PIXUS XK130
XK120の後継にあたるプレミアムモデル。コピー機能が強化され、原稿のカラー部分だけを消去してブラック部分を残してコピーする「カラー消去コピー」、冊子を開いて片頁ずつコピーする際に出力物の向きを揃えながらコピーする「冊子コピー」が搭載された。
PIXUS TS8830
TS8730の後継にあたるハイスペックモデル。XK130同様に「カラー消去コピー」と「冊子コピー」を搭載。カラーバリエーションはTS8730ではラインナップされていたレッドが無くなり、ホワイトとブラックの2色となった。また、ホワイトはタッチパネル周りのフレーム色がTS8730のブラックからホワイトへ変更された。
PIXUS TS3730
TS3530の後継にあたるシンプルモデル。Wi-Fiが5GHz帯に対応した（ただし、IEEE802.11acは非対応）。また、カラーバリエーションはTS3530と同じだが、本体と天板の色が同じワントーン仕様へ変更された。